# چاودارتسی، استان لووچ
چاودارتسی (به بلغاری: Chavdartsi) روستایی در بلغارستان است که در شهرستان لووچ واقع شده‌است.